# Bačka méridionale
Pour les articles homonymes, voir Bačka.
Cet article possède un paronyme, voir Backa.
Le district de Bačka méridionale (en serbe cyrillique : Јужнобачки округ ; en serbe latin : Južnobački okrug) est une subdivision administrative de la république de Serbie. Au recensement de 2011, il comptait 607 835 habitants. Le centre administratif du district de Bačka méridionale est la ville de Novi Sad, qui est aussi la capitale et la plus grande ville de Voïvodine.
Le district est situé au nord-ouest de la Serbie dans région de la Bačka.

## Villes et municipalités du district de Bačka méridionale
| Nom              | Superficie (en km²) | Population 2002 | Population 2011 | Statut       |
| ---------------- | ------------------- | --------------- | --------------- | ------------ |
| Novi Sad         | 699                 | 299 294         | 335 701         | Ville        |
| Bač              | 365                 | 16 268          | 14 150          | Municipalité |
| Bačka Palanka    | 579                 | 60 966          | 55 361          | Municipalité |
| Bački Petrovac   | 158                 | 14 681          | 13 302          | Municipalité |
| Beočin           | 186                 | 16 086          | 15 630          | Municipalité |
| Bečej            | 486                 | 40 987          | 37 209          | Municipalité |
| Vrbas            | 376                 | 45 852          | 41 950          | Municipalité |
| Žabalj           | 400                 | 27 513          | 25 777          | Municipalité |
| Srbobran         | 284                 | 17 855          | 16 252          | Municipalité |
| Sremski Karlovci | 51                  | 8 839           | 8 722           | Municipalité |
| Temerin          | 170                 | 28 275          | 28 227          | Municipalité |
| Titel            | 262                 | 17 050          | 15 554          | Municipalité |
| Total            | 4 016               | 593 666         | 607 835         |              |

La Ville de Novi Sad est elle-même divisée en deux municipalités urbaines : Novi Sad et Petrovaradin.

## Répartition de la population par nationalités (2002)

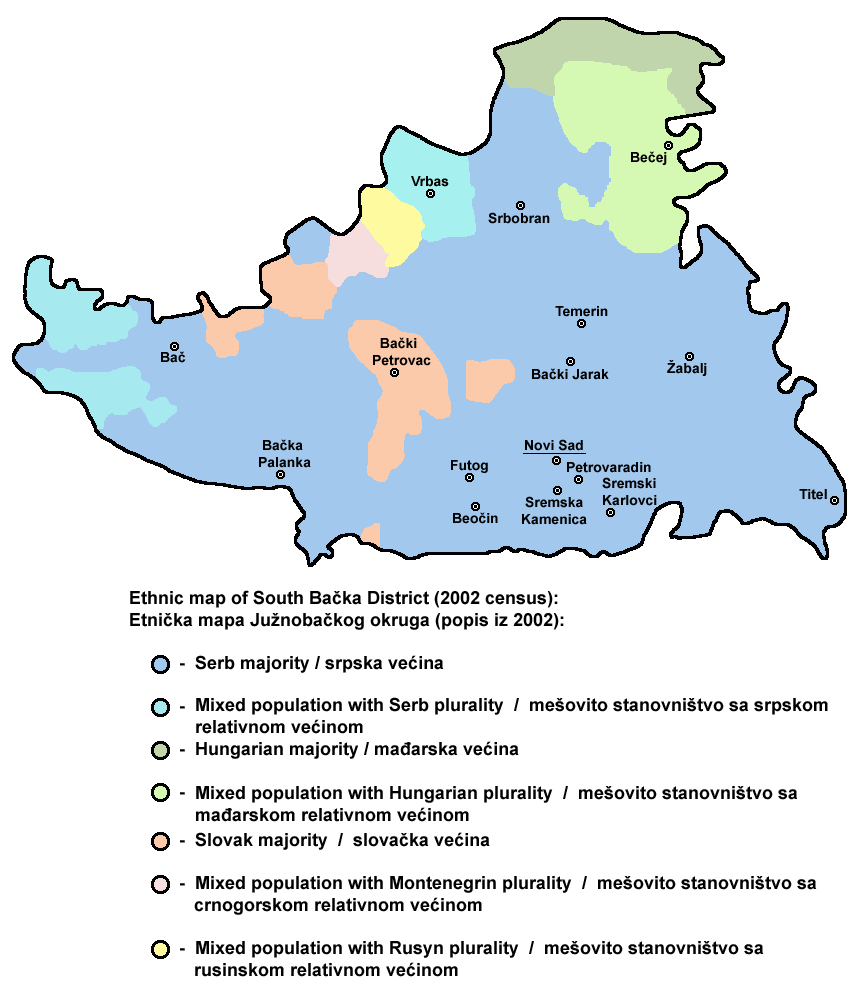
Répartition de la population par nationalités (2002)

Au recensement de 2002, le district comptait 593 666 habitants, répartis de la manière suivante :
8 municipalités ont une majorité serbe : Novi Sad (75 %), Sremski Karlovci (76 %), Titel (85 %), Žabalj (86 %), Beočin (68 %), Srbobran (67 %), Bačka Palanka (78 %) et Temerin (64 %).
Une municipalité du district a une majorité slovaque : Bački Petrovac (66 %), et 3 possèdent une population mêlée : Vrbas, avec une majorité relative de Serbes (48 %), Bač, avec une majorité relative de Serbes (46 %) et Bečej, avec une majorité relative de Hongrois (49 %).